# Frații Le Nain

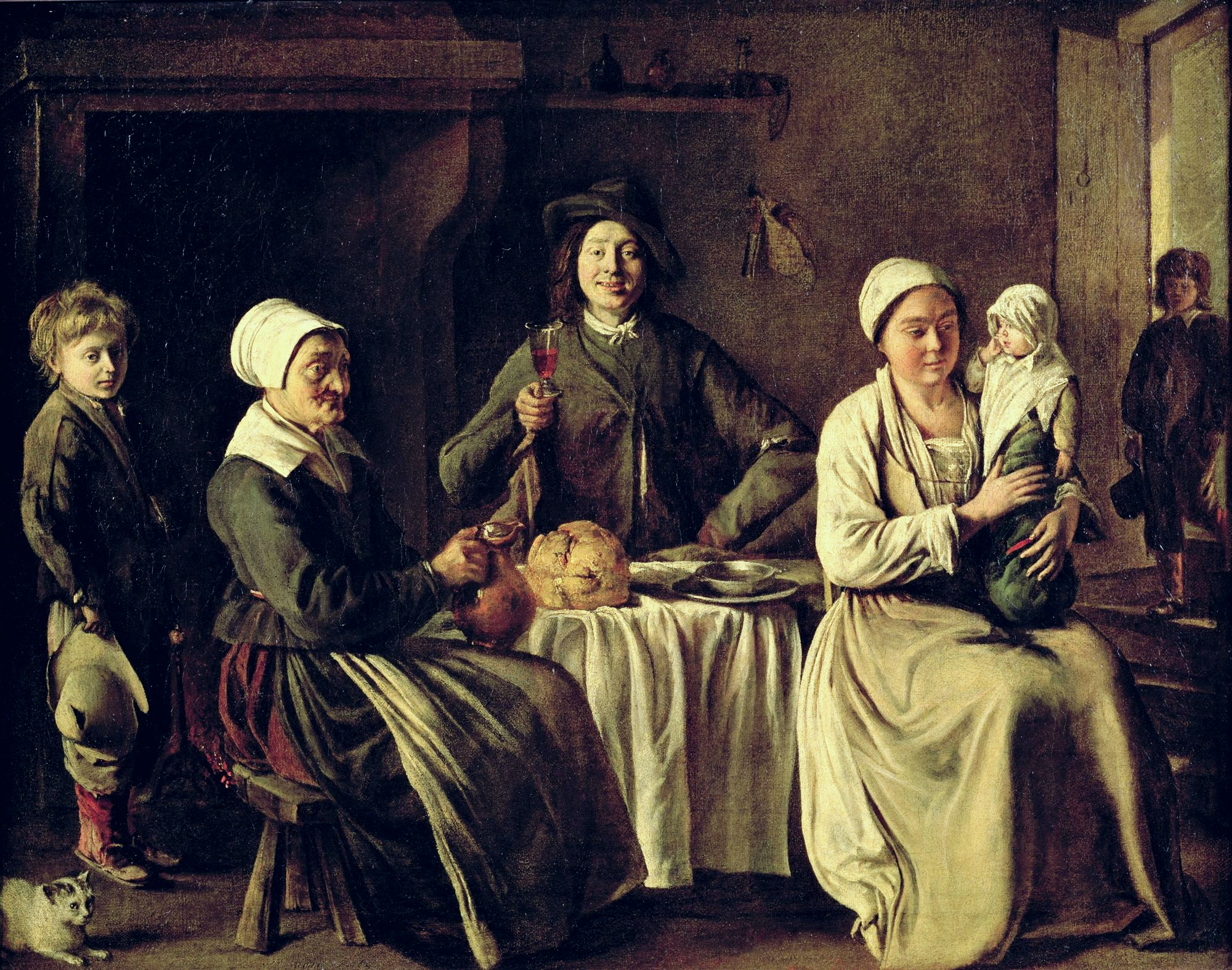
Familia fericită, 1642.

Antoine, Louis și Mathieu Le Nain sunt trei frați, pictori francezi de la începutul secolului al XVII-lea.

## Biografii
Născuți în regiunea Laon, provincia Picardia, Franța între 1593 și 1607, Antoine, Louis și Mathieu Le Nain sunt fiii unui sergent regal în Picardia, Isaac Le Nain, a cărui căsătorie cu Jeanne Prévost — a dat cinci copii. Datele de naștere sunt incerte, registrele parohiale au fost distruse de războaie: se avansează, de obicei, (Champfleury) 1593 pentru Antoine, 1603 pentru Louis și 1607 pentru Mathieu, dar fără nicio certitudine. 
Casa lor natală, amplasată în actualul "Square des Frères Le Nain ", a fost distrusă de un bombardament în 23 iunie 1944, dar o fotografie există în arhivele departamentale din Aisne.
De asemenea, nu se cunosc condițiile în care au învățat. Claude Leleu, un canonic de la catedrala din Laon, doctor de Sorbona, indică, într-o poveste manuscrisă a orașului său, redactată între 1711 și 1723, că cei trei frați au învățat meserie "la un pictor estranger (= străin) ", probabil flamand, având în vedere afinitatea lor cu stilul urmașilor lui Pieter Bruegel cel Bătrân, frații Teniers, de exemplu. 
Îi regăsim la Paris, în anul 1630, locuind împreună în rue Princesse. Antoine,  admis în anul anterior ca "meșter zugrav" în Saint-Germain-des-Prés, a deschis un atelier cu Louis și Mathieu ca "tovarăși" în dependințele abației, care adăpostește o colonie de pictori flamanzi. Acesta este începutul unei producții de mai mult de 2000 de pânze, din care nu se mai știu astăzi mai mult de 75, atribuite în mod oficial.
La 20 ianuarie 1648 a fost înființată Academia regală de pictură și sculptură din Paris, la care cei trei frați au devenit membri în luna martie. Dar și Louis și Antoine mor pe 23 și pe 25 mai același an, probabil victime ale unei epidemii.
Mathieu a trăit până în 1677, bucurându-se de o mare reputație, fiind declarat oficial "pictor al Orașului Paris" încă din 1633, a fost decorat cu Ordinul Saint Michel în 1662 și menționat drept "cavaler" în unele documente; el se numește " Sieur de Jumelle ", după numele uneia dintre proprietățile sale în Laonnois. A pictat portretele lui Mazarin, al reginei Anna de Austria și al lui Cinq-Mars.

## Misterele Le Nain
Dincolo de incertitudinea cu privire la datele lor de naștere și de condițiile de formare a acestora, lucrările fraților Le Nain  prezintă particularitatea de a nu fi fost semnate, sau – atunci când acestea au fost, din 1641 – de a purta numai numele de familie (Le Nain fecit): opere la mai multe mâini ? Întrebarea persistă încă din secolul 17 asupra acestei foarte delicate probleme de atribuire.
Canonicul Leleu distinge în manuscrisul său dispozițiile artistice ale celor trei frați:

„Leurs caractères estoient différents … Antoine. « excelloit pour les mignatures et portraicts en · raccourci, Louis le cadet, réussissoit dans les portraicts qui sont à demy-corps et en forme de buste ; Mathieu, qui estoit le dernier, estoit pour les grands tableaux, comme ceux qui représentent les mystères, les martyres des saints, les batailles et semblables.”
(" Caracterele lor erau deosebite ... Antoine era meșter în miniaturi și portrete în raccourci, Louis, cel mijlociu, reușea în portrete până la talie și în formă de bust; Mathieu, care era cel mai mic, prefera tablourile mari, precum acelea zugrăvind mistere, martiriul sfinților, bătălii și alte asemenea.")  

Mariette (1694-1774), mare cunoscator al secolului 18, afirma că Antoine și Louis lucrau în comun și că era imposibil să se facă distincția pe o pânză cât aparține fiecăruia. Paul Jamot i-a atribuit lui Antoine lucrările mai primitive, în culori vii și mai dense, cum ar fi cele două mici tablouri de la Luvru, Reuniune de familie, din 1642, și Portret într-un interior, din 1647. Lui Mathieu, el îi atribuie diverse lucrări care reflectă "spiritul său marțial", de pildă celebra Corp de Gardă (1643) sau Întâlnirea de amatori  (Luvru). El l-a scos în evidență pe Louis, poetul, autorul de pure elegii domestice. Dar ce putem spune despre picturile lor religioase și mitologice descoperite mai târziu ?

În catalogul scris pentru marea expoziție dedicată Fraților Le Nain, din octombrie 1978 până în ianuarie 1979, la Grand Palais din Paris, Jacques Thuillier consideră că distingerea între diferitele mâini este foarte delicată, în stadiul actual al cunoștințelor noastre, și refuză să se pronunțe:

„Le jour n'est pas encore venu où l'on pourra définir avec précision la genèse d'un tableau comme la Famille de paysans. Une étude attentive, aidée par les moyens scientifiques, permettra sans doute de séparer les trois mains : et nous espérons que la présente exposition hâtera grandement ce résultat. Encore restera-t-il à distinguer les inspirations : soit l'essentiel. Et si, comme il est à croire, les trois frères ont été aussi profondément liés que différents de caractère, aussi appliqués à confondre leur travail qu'à exprimer leur personnalité, la clef de cette triple création pourrait bien nous échapper à jamais.”

("Nu a venit încă ziua în care să putem defini cu exactitate geneza unui tablou precum Familie de țărani. Un studiu atent, ajutat de mijloace științifice, va separa, fără îndoială, cele trei mâini: și noi sperăm că expoziția actuală va grăbi foarte mult acest rezultat. Chiar și atunci, tot ne va rămâne să distingem inspirațiile: adică esențialul. Și dacă, așa cum e firesc să credem, cei trei frați au fost pe cât de diferiți în caracter, pe atât de legați între ei, pe cât de sârguincioși în a-și contopi munca, pe atât de dornici să-și exprime personalitatea, atunci cheia acestei creșteri triple ne poate scăpa odată pentru totdeauna ").

Noua expoziție care se desfășoară de la 22 martie la 26 iunie 2017, la Luvru-Lens este de excepție: acesta reunește 55 din cele 75 de tablouri cunoscute ale fraților Le Nain sub titlul " Misterul Le Nain "; N. Milovanovic, curator al expoziției și șef curator la Luvru a luat hotărârea de a grupa stilistic tablourile
„… selon les éléments que nous proposons d'attribuer à Louis, Antoine et Mathieu. Mais il est aujourd'hui encore arbitraire d'attribuer un prénom à un tableau des Le Nain, un « Louis » pouvant se révéler être un « Antoine » et inversement. Ces groupes dessinent cependant de véritables personnalités artistiques que l'exposition se propose de soumettre au regard et au jugement du public”

("... în funcție de elementele pe care le propunem să le atribuim lui Louis, Antoine și Mathieu. Dar este încă arbitrar astăzi să se dea un nume unei picturi a Fraților Le Nain, un "Louis" care se poate dovedi a fi "Antoine" și invers. Aceste grupări, totuși, circumscriu personalități artistice pe care expoziția propune să le supună ochilor și judecății publicului "

și face o distincție între lucrări între cele trei "mâini" în mai multe secțiuni tematice: 
„« Louis : un génie méconnu ? », « Antoine, portraitiste et miniaturiste » ou encore « Mathieu, l'ambitieux ». Plus le temps passe et plus les différences de sensibilité, de génie artistique, sont apparues entre les trois. Mais on ne peut pas imaginer non plus qu'ils peignaient chacun dans leur coin: sur certains tableaux, il y a clairement deux mains avec différentes étapes de création,”

("Louis, un geniu necunoscut? Antoine: portretist și miniaturist ? sau Mathieu: un ambițios ". Cu cât trece mai mult timp, cu atât diferențele de sensibilitate, de geniu artistic, apar mai vizibil între cei trei. Dar nu ne putem închipui nici că au pictat fiecare în colțul lui: în unele picturi, există în mod clar două mâini și etape diferite de creație") precizează curatorul expoziției.
O secțiune finală prezintă tablouri atribuite în mod eronat fraților Le Nainc și altor maeștri olandezi de inspirație și stil comparabile, care sunt o dovadă a reputației și a succesului lor la mijlocul secolului 17.
O celebritate de care Mathieu a beneficiat, urmând o carieră strălucită după moartea celor doi frați mai mari, ocupându-se atât de scene de gen (Tutungeria pe care o termină, Corpul de gardă ), precum și scene religioase pentru biserici din Paris.

## Posteritatea
Triumful clasicismului cu Poussin, și influența "Rubéniștilor" la Academie în a doua jumătate a secolului 17, avea să umbrească repede faima fraților Le Nain. Registrele Academiei nu păstrează nici o urmă a lui Mathieu după 1649.

Încă din 1688, în " Discuții cu privire la viața și faptele celor mai excelenți pictori vechi și moderni ", André Félibien, arhitect și istoriograf francez, un mare admirator al lui Poussin, dedică fraților Le Nain un scurt pasaj : 
| “ | les Nains frères faisoient des portraicts et des histoires, mais d’une manière peu noble, représentant souvent des sujets simples et sans beauté » (vol. IV p. 215. | ” |

("Frații Le Nain făceau portrete și povestiri, dar într-un mod care nu era nobil, adesea reprezentând subiecte simple și neatractive "(IV: 215).)

Posteritatea picturii lor reflectă schimbări în gustul artistic în cursul secolelor următoare. Înscrise în registrele de Academiei Regale ca "pictori de bambochades" (este vorba de scenele de gen popularizate de un pictor din Harlem, Olanda, și anume Peter Van Laere, zis  Bamboche, care locuia la Roma între 1626 și 1639), fapt confirmat de către criticul de artă Mariette în al său Abecedario: 
| “ | Antoine et Louis Le Nain peignaient les bamboches dans le style français … Ils s’accordaient si parfaitement dans leur travail qu’il était presque impossible de distinguer ce que chacun avait fait dans le même tableau ; car ils travaillaient en commun, et il ne sortait guère de tableaux de leur atelier où tous deux n’eussent mis la main. | ” |

("Antoine și Louis Le Nain au pictat bambocurile în stilul francez. Ei au fost de acord atât de perfect în lucrarea lor încât era aproape imposibil să distingem ceea ce fiecare a făcut în aceeași imagine; pentru că au lucrat în comun și în studioul lor nu exista nici o pictura în care nici unul dintre ei nu și-a pus mâna.)
Luate, în secolul 18, drept creații olandeze, lucrările lor au fost tot mai puțin căutate.
Abia Champfleury, un critic literar și scriitor aproapiat lui Balzac, care va scoate, prin cercetări minuțioase, din uitare pe cei trei frați, laudându-le atașamentul față de ținutul lor natal din care este și el originar, regiunea Laonois. Sainte-Beuve se bazează pe studiile lui Champfleury pentru a-i evoca pe Le Nain  într-una din "Noile discuții de Luni", în 1875, subliniind filiația lor cu Chardin, dar considerând că " aceștia îi sunt superiori, de o morală mai pronunțată, de o bonomie mai veche". Dar reticența rămâne: Ernest Chesneau, un critic dintre cei mai influenți și Inspector la Beaux-Arts, în epoca Second Empire, găsește că Champfleury se lasă dus de entuziasm, și vede în frații Le Nain 
| “ | braves gens qui peignaient solidement, pesamment, mais qu’aucune flamme intérieure, non plus qu’aucune inquiétude de la beauté plastique, aucun souci des procédés techniques, n’ont jamais émus. | ” |

("niște oameni cumsecade care au pictat solid, apăsat, dar pe care nicio flacără interioară, precum și nicio anxietate privind frumusețea plastică, nicio preocupare pentru procedeele tehnice nu i-au mișcat vreodată.")Acest filon realist va încuraja totuși un interes reînnoit în picturile lor: Courbet se inspiră din picturile lor, Corot amintește atmosfera elegiacă a lui Louis, și redescoperă prin ei lumina moale a satelor din Île-de-France. Se spune chiar că Cézanne a rămas mult timppe gânduri în fața Jucătorilor de cărți, și recentele descoperiri a unor picturi religioase sau mitologice ale Frațolor Le Nain a atras atenția criticii și a publicului, în același timp repunând în discuție atribuirile făcute fiecăruia.

## Lucrări
În stadiul actual de cunoaștere a lucrărilor fraților Le Nain, la o producție estimată de către J. Thuillier la mai mult de 2 000 de picturi, dintre care 200 figurau încă în inventarul atelierului lui Antoine la moartea sa, în 1677, doar 75  sunt în prezent recunoscute ca atare. Fără a aduce atingere competențelor respective (a se vedea distincțiile făcute de expoziția de la Luvru-Lens), se pot distinge printre subiectele acoperite: scene de gen (" bambochades " în stil francez, printre care scenele din viața țăranilor sunt cele mai frecvente), portrete și scene religioase sau mitologice.

### Scene de gen
Capodopera este, potrivit lui J. Thuillier, "Familie de țărani" de la Luvru, pictură reapărută abia în 1914, la Hotel Drouot, achiziționate de Muzeul Luvru în 1915, grație unor fonduri oferite de o moștenire. " Le Nain, dincolo de toate excepțiile și toate prestigiile, înscrie aici poemul esențial al pământului și al timpului ".
Se pare că revin în vogă aceste tablouri de gen la Paris, sub influența picturii flamande (Teniers), a lui Van Laer (le Bamboche), a lui Sébastien Bourdon, cel care îi împinge pe Le Nain să apeleze la aceste subiecte: s-au familiarizat cu oamenii și peisajele din Laonnois. Ei au o serie de proprietăți pe care le închiriază și au păstrat crama de la Bourguignon-sous-Montbavin unde locuiesc uneori și un teren  "La Jumelle" de la care Mathieu își va lua numele. 
"Ei cunosc perfect condițiile de viață, mentalitatea, arhitectura și mediul acestui pământ răvășit de războaiele religioase, și apoi de episoadele din Războiul de Treizeci de Ani : martori sunt " pereții fermei  pe jumătate cazuți din Șareta, capela ferestrele înfundate din Peisaj din Hartford, iar hainele cârpite la toate capetele pe care le vedem în jumătate dintre picturi ". " Chipurile de fermieri locali sunt familiare, încât găsim în tablouri diferite: personajul așezat la dreapta în Fierăria lui Vulcan este la fel cu cel care stă la dreapta în Prânz de țărani, țăranca bătrână așezată la stânga, pe aceeași pânză amintește de Călugăriță din Avignon. Forja și crama din Mons-en-Laonnois , cu siguranță, au servit ca model pentru cele două tablouri, Forja sau Țărani în fața casei lor de la muzeul din San Francisco.
Pictura lor transcende stilul convenit la scenele de gen și gustul pentru pitoresc : ea se străduiește să exprime, dincolo grija pentru realitate, un sentiment de demnitate și de viață interioară a personajelor prin grija acordată notării atitudinilor și privirilor, care stabilesc o relație între pictură și privitor.
Caracteristicile care dezvăluie influența lui Caravaggio și vocația de portretist a Fraților Le Nain, ajunge la maturitate deplină : "Numai lucrările de maturitate îi arată pe Le Nain capabili de a aborda tema cea mai banală și de a o regândi din interior, uitând toate tradițiile anterioare, capabili de a regăsi esența umană imediată. "
Aceste caracteristici se regăsesc în mai multe scene de gen, uneori colorate cu anecdote, din următoarele tablouri, ale căror reproduceri sunt, în cea mai mare parte, accesibile de pe Wikimedia Commons :

#### Atribuite lui Louis Le Nain
- Jucătorii de cărți, circa 1635-1638, Londra, Royal Collection Trust, Majestatea sa Regina Elisabeta a II-a.
- Vizita la bunica, în 1640, muzeul Ermitaj, Sankt Petersburg.
- Loc câmpenesc, c. 1640, Galeria Națională de Artă, Washington
- Jucătorii de Table, c. 1640, musée du Louvre.
- Șareta sau Revenirea Cositului (1641), ulei pe pânză, 56 x 72 Format:Dunité, Musée du Louvre, Paris[6]
- Familie de țărani într-un interior, din 1642, ulei pe pânză, 113 x 159 cm, Musée du Louvre, Paris
- Familia fericită sau Întoarcerea la botez, 1642, muzeul Luvru.
- Interiorul țărănesc cu bătrân cântând din fluier, la 1642, la Muzeul de Arta Kimbell, Fort Worth, Texas.
- Popas călărețului în 1640, la Victoria and Albert Museum, Londra.
- Familia lăptăresei (1641), ulei pe pânză, 51 × 49 Format:Dunité, Saint-Petersburg, Muzeul Ermitaj[7]
- Prânz țărănesc (1642), ulei pe pânză, 97 × 122 Format:Dunité, Musée du Louvre[8]
- Forja (1642-1643), ulei pe pânză, 69 × 57 Format:Dunité, Musée du Louvre, Paris[9]
- Tutungerie (1643), ulei pe panza, 117 x 137 cm, Paris, Musée du Louvre (completat de către Mathieu)[10]
- Interior țărănesc, (sau Mathieu?) în jurul 1645, National Gallery of Art, Washington.

#### Atribuite lui Antoine Le Nain
- Întâlnire muzicală, de asemenea, cunoscut ca Reuniune de familie, 1642, ulei pe cupru, Muzeul Louvre
- Înainte de lecția de dans, Staatliche Kunsthalle, Karlsruhe, Germania
- Muzicantul satului,  1642, ulei pe cupru, Detroit Institute of Arts.
- Micii jucători de cărți, 1640-1645, ulei pe cupru, Clark Institutul de Artă, Williamstown, Massachusetts, (Statele Unite ale Americii)

#### Atribuite lui Mathieu Le Nain
- Țărani într-o '"creutte" (carieră de calcar), Petworth Casa, Petworth, Anglia.
- Interior țărănesc, (sau Louis ?) 1640-1645, National Gallery of Art, Washington.
- Cearta, 1640, Muzeul Național din Țara Galilor.
- Jucătorii, Rijksmuseum, Amsterdam, Olanda.
- Concertul , Muzeul de Artă și Arheologie din Laon.
- Muzicieni, Dulwich Picture Gallery.
- Trișorii, Musée des Beaux-Arts din Reims.
- Renegarea Sfântului Petru, Muzeul Luvru.

#### Atribuite celor trei frați
- Venus în fierăria lui Vulcan (1641), ulei pe pânză, 150 × 117 Format:Dunité, Muzeul de arte frumoase din Reims[11]
- Patru figuri la o masă (circa 1643), ulei pe pânză, 45 × 55 Format:Dunité, National gallery, Londra[12]
- Isus copil îngenunchind în fața instrumentelor Pasiunii, 1642-1648, 77 × 59 Format:Dunité

### Portrete, scene religioase sau mitologice

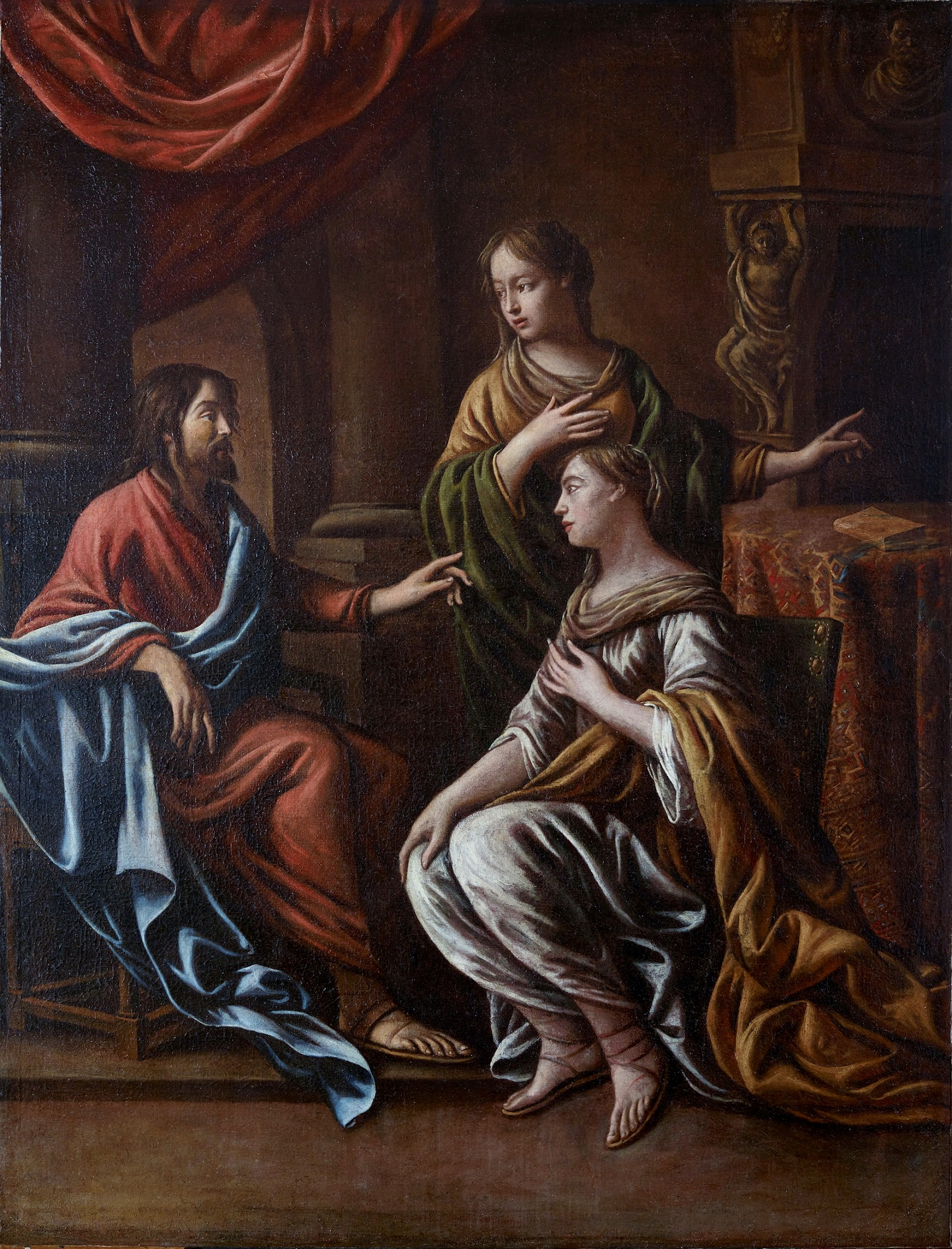
Mathieu Le Nain : Hristos la Marta et Maria (Muzeul de arte frumoase din Rennes)

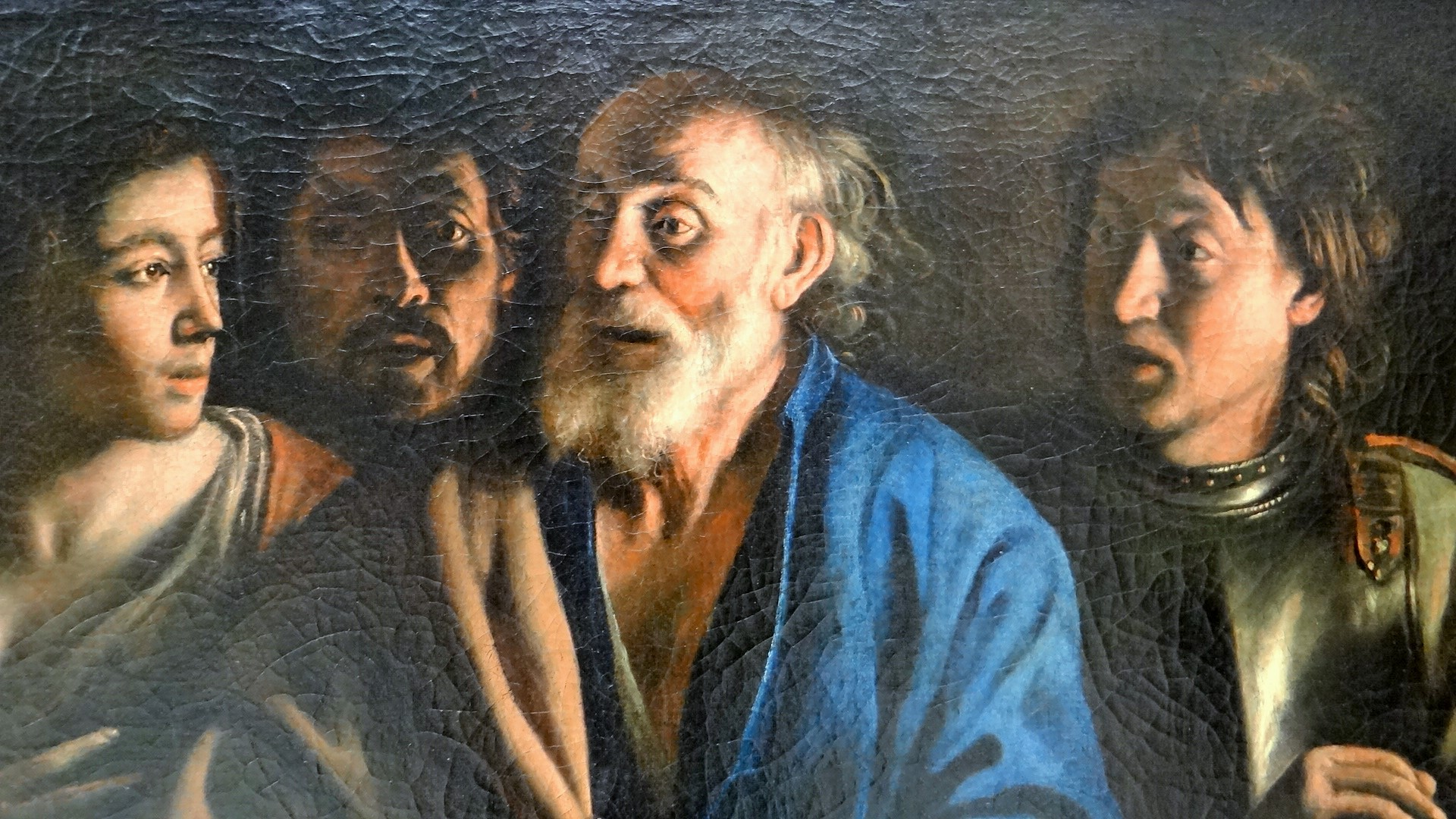
Mathieu Le Nain : Renegarea Sf. Petru (musée du Louvre)

Scenele religioase sau mitologice răspund la comenzi ale bisericilor din Paris sau ale unor amatori bogați într-un moment când Frații Le Nain  sunt pictorii cei mai apreciați.
Compozițiile religioase predomină la Mathieu, după cum confirmă inventarul după moarte, în 1677.
- Bacchus descoperi nd-o pe Ariadna la Naxos, în anul 1635, ulei pe pânză, 102 x 152 Format:Dunité, musée des beaux-arts d ' orléans, (atribuite la Louis).
- Saint Jérôme, 1643, Paris, coll. privată. (atribuită lui Louis)
- Magdalena penitentă, 1643, al. partaja. (atribuite la Louis)
- Portret al unui cavaler al ordinului Saint-Michel, Musée des Beaux-Arts de Lyon (atribuit lui Louis)
- Două fete tinere, Muzeul Boijmans Van Beuningen, Rotterdam (atribuit lui Louis)
- Triplu Portret, 1646-1648 ulei pe panza, 54,1 × 64,5 Format:Dunité, Londra, National Gallery. (atribuite la Louis)
- Trei tineri muzicieni, în 1630, muzeul de artă din Los Angeles (atribuit lui Antoine)
- Portretul lui Henri de Lorraine, duce de Harcourt, pe la 1638-1640, Paris, colecție privată (atribuit lui Antoine)
- Portretul unui tânăr, de muzeu, Vechi Maeștri, Bruxelles (atribuită Mathieu)
- Portretul lui Jules Mazarin, castelul  Versailles. (atribuită lui Mathieu)
- Buna Vestire, Muzeul Rolin, Autun, Franța. (atribuit lui Mathieu)
- Pelerinii din Emaus (în apropiere de 1645), ulei pe pânză, 75 x 92 Format:Dunité, Paris, Musée du Louvre (atribuit lui Louis)[13]
- Hristos cu Maria și Marta, ulei pe pânză, muzeul de arte frumoase din Rennes. (atribuit lui Mathieu)[14].
- Alegoria Victoriei (atribuit lui Mathieu pe la 1635), ulei pe panza, 151 x 115 Format:Dunité, Musée du Louvre[15]
- Adorația magilor (atribuit lui Mathieu 1648), ulei pe panza, 117 × 88 Format:Dunité, Meaux, Muzeul Bossuet[16]

Descoperit în anul 2000 într-un pod în Lunéville, Renegarea Sfântului Petru, a fost oferit în anul 2010  Muzeului Luvru de către compania de asigurări AXA.
În interiorul bisericii din Saint-Denis-de-Pile este expusă pictura Vizită, oferită parohiei de către ducele Decazes în 1818.